# 개미의 날
개미의 날은 베르나르 베르베르의 소설이다.